# Nieuw-Zeeland op de Olympische Zomerspelen 2016
Nieuw-Zeeland nam deel aan de Olympische Zomerspelen 2016 in Rio de Janeiro, Brazilië. 199 atleten behoorden tot de selectie, actief in negentien verschillende sporten. Het was de grootste ploeg in de olympische geschiedenis van Nieuw-Zeeland. In 2016 namen ook voor het eerst meer Nieuw-Zeelandse vrouwen dan mannen mee aan de Spelen. Nieuw-Zeeland won vier gouden medailles, negen zilveren en vijf bronzen; niet eerder won het land zo veel medailles. Het overtrof de vooraf vastgestelde doelstelling van veertien medailles. Zeiler Peter Burling droeg de Nieuw-Zeelandse vlag tijdens de openingsceremonie. Lisa Carrington, die haar olympische titel in het kanovaren succesvol verdedigde, droeg de vlag bij de sluitingsceremonie.
Hardloopster Nikki Hamblin ontving na afloop van de Spelen een Fair Play-award van het Internationaal Olympisch Comité (IOC). Hamblin was bij de series van de 5000 meter gevallen, net als de Amerikaanse Abbey D'Agostino. Na de val hielpen de vrouwen elkaar naar de finish.

## Medailleoverzicht
| Sport       | Olympiër | Discipline               | Medaille |
| ----------- | --- | ------------------------ | -------- |
| Kanovaren   | Lisa Carrington | K-1 200 m (v)            | Goud     |
| Roeien      | Mahe Drysdale | skiff (m)                | Goud     |
| Roeien      | Hamish Bond Eric Murray | twee-zonder (m)          | Goud     |
| Zeilen      | Peter Burling Blair Tuke | 49er (m)                 | Goud     |
| Atletiek    | Valerie Adams | kogelstoten (v)          | Zilver   |
| Golf        | Lydia Ko | vrouwen                  | Zilver   |
| Kanovaren   | Luuka Jones | K-1 (v)                  | Zilver   |
| Roeien      | Genevieve Behrent Rebecca Scown | twee-zonder (v)          | Zilver   |
| Rugby       | Nieuw-Zeelands rugbyteam Shakira Baker Kelly Brazier Gayle Broughton Theresa Fitzpatrick Sarah Goss Kayla McAlister Huriana Manuel Tyla Nathan-Wong Terina Te Tamaki Ruby Tui Niall Williams Portia Woodman | vrouwen                  | Zilver   |
| Schietsport | Natalie Rooney | trap (v)                 | Zilver   |
| Wielersport | Eddie Dawkins Ethan Mitchell Sam Webster | teamsprint (m)           | Zilver   |
| Zeilen      | Jo Aleh Polly Powrie | 470 (v)                  | Zilver   |
| Zeilen      | Alexandra Maloney Molly Meech | 49erFX (v)               | Zilver   |
| Atletiek    | Nick Willis | 1500 m (m)               | Brons    |
| Atletiek    | Tomas Walsh | kogelstoten (m)          | Brons    |
| Atletiek    | Eliza McCartney | polsstokhoogspringen (v) | Brons    |
| Kanovaren   | Lisa Carrington | K-1 500 m (v)            | Brons    |
| Zeilen      | Sam Meech | Laser                    | Brons    |

## Deelnemers en resultaten
(m) = mannen, (v) = vrouwen, (g) = gemengd

### Atletiek
| Olympiër        | Discipline               | Resultaat | Prestatie                                                                     |
| --------------- | ------------------------ | --------- | ----------------------------------------------------------------------------- |
| Hamish Carson   | 1500m (m)                | 32e       | serie 2: 8ste in 3.48,18 (8e)                                                 |
| Julian Matthews | 1500m (m)                | 19e       | serie 1: 9de in 3.40,40 (9e)                                                  |
| Nick Willis     | 1500m (m)                | Brons     | serie 3: 6de in 3.38,55 halve finale 1: 3de in 3.39,96 finale: 3de in 3.50,24 |
| Zane Robertson  | 10000 m (m)              | 12e       | 27.33,67                                                                      |
| Quentin Rew     | 20km snelwandelen (m)    | DSQ       | DSQ                                                                           |
| Quentin Rew     | 50 km snelwandelen (m)   | 12e       | 3:49.32                                                                       |
| Stuart Farquhar | speerwerpen (m)          | 29e       | kwalificatie groep A: 15de met 77,32m                                         |
| Jacko Gill      | kogelstoten (m)          | 9e        | kwalificatie groep A: 1ste met 20,80m finale: 9de met 20,50m                  |
| Tomas Walsh     | kogelstoten (m)          | Brons     | kwalificatie groep B: 2de met 21,03m finale: 3de met 21,36m                   |
|                 |                          |           |                                                                               |
| Angie Petty     | 800m (v)                 | 45e       | serie 1: 4de in 2.02,40                                                       |
| Nikki Hamblin   | 1500m (v)                | 30e       | serie 2: 13de in 4.11,88                                                      |
| Nikki Hamblin   | 5000 m (v)               | 17e       | serie 2: 15de in 16.43,61 finale: 17de in 16.14,24                            |
| Lucy Oliver     | 5000 m (v)               | 27e       | serie 1: 14de in 15.53,77                                                     |
| Alana Barber    | 20km snelwandelen (v)    | 35e       | 1:35.55 (                                                                     |
| Valerie Adams   | kogelstoten (v)          | Zilver    | kwalificatie groep A: 1ste met 19,74 m finale: 2de met 20,42m                 |
| Eliza McCartney | polsstokhoogspringen (v) | Brons     | kwalificatie groep A: 4de met 4,60m finale: 3de met 4,80m                     |

### Gewichtheffen
| Olympiër         | Discipline | Resultaat | Prestatie                                                    |
| ---------------- | ---------- | --------- | ------------------------------------------------------------ |
| Richie Patterson | –85kg (m)  | 16e       | trekken: 17de met 149kg stoten: 16de met 181kg totaal: 330kg |
|                  |            |           |                                                              |
| Tracey Lambrechs | +7 kg (v)  | 13e       | trekken: 15de met 98kg stoten: 13de met 133kg totaal: 231kg  |

### Golf
| Olympiër  | Discipline | Resultaat | Prestatie                    |
| --------- | ---------- | --------- | ---------------------------- |
| Ryan Fox  | mannen     | 39e       | totaal: 285 punten (par +1)  |
| Danny Lee | mannen     | 27e       | totaal: 282 punten (par –2)  |
|           |            |           |                              |
| Lydia Ko  | vrouwen    | Zilver    | totaal: 273 punten (par –11) |

### Gymnastiek
| Olympiër          | Discipline               | Resultaat  | Prestatie |
| Trampoline        | Trampoline               | Trampoline | Trampoline |
| ----------------- | ------------------------ | ---------- | --- |
| Dylan Schmidt     | mannen                   | 7e         | kwalificatie: 8ste met 107,660 punten finale: 7de met 57,140 punten |
| Turnen            |                          |            | |
| Mikhail Koudinov  | sprong (m)               | 16e        | kwalificatie: 16de met 13,799 punten |
| Mikhail Koudinov  | meerkamp individueel (m) | 45e        | kwalificatie: 45ste brug: 40ste met 14,700 punten rekstok: 67ste met 12,833 punten vloer: 61ste met 13,200 punten paard voltige: 66ste met 12,600 punten ringen: 62ste met 13,433 punten sprong: 52ste met 14,133 punten totaal: 80,899 punten |
|                   |                          |            | |
| Courtney McGregor | sprong (v)               | 13e        | kwalificatie: 13de met 14,533 punten |
| Courtney McGregor | meerkamp individueel (v) | 41e        | sprong: 33ste met 14,666 punten brug: 70ste met 12,433 punten balk: 61ste met 13,000 punten vloer: 57ste met 13,066 punten totaal: 53,165 punten                                                                                               |

### Hockey

#### Mannen
| Olympiër | Onderdeel | Resultaat | Prestatie |
| --- | --------- | --------- | --- |
| Ryan Archibald James Coughlan Simon Child A Blair Hilton Hugo Inglis Stephen Jenness Devon Manchester Shea McAleese Shay Neal Arun Panchia Hayden Phillips Kane Russell Bradley Shaw Blair Tarrant Nick Wilson Nic Woods | mannen    | 7e        | groep A: 4de V van Australië: 1-2 G van Groot-Brittannië: 2-2 V van Spanje: 2-3 W van Brazilië: 9-0 W van België: 3-1 kwartfinale: V van Duitsland: 2-3 |

| Groep A |                  |             |             |             |             |            |            |            |        |
| #       | Land             | Wedstrijden | Wedstrijden | Wedstrijden | Wedstrijden | Doelpunten | Doelpunten | Doelpunten | Punten |
| #       | Land             | G           | W           | G           | V           | V          | T          | Saldo      | Punten |
| 1       | België           | 5           | 4           | 0           | 1           | 21         | 5          | +16        | 12     |
| 2       | Spanje           | 5           | 3           | 1           | 1           | 13         | 6          | +7         | 10     |
| 3       | Australië        | 5           | 3           | 0           | 2           | 13         | 4          | +9         | 9      |
| 4       | Nieuw-Zeeland    | 5           | 2           | 1           | 2           | 17         | 8          | +9         | 7      |
| 5       | Groot-Brittannië | 5           | 0           | 2           | 3           | 14         | 10         | +4         | 4      |
| 6       | Brazilië         | 5           | 0           | 5           | 0           | 1          | 46         | –45        | 0      |

| Ronde       | Datum | Lokale tijd | MEZT           | Plaats           | Land | Score         | Land |
| ----------- | ----- | ----------- | -------------- | ---------------- | ---- | ------------- | ---- |
| Groepsfase  |       |             |                |                  |      |               |      |
| 6 augustus  | 13:30 | 18:30       | Rio de Janeiro | Australië        | 2–1  | Nieuw-Zeeland |      |
| 7 augustus  | 17:00 | 22:00       | Rio de Janeiro | Groot-Brittannië | 2–2  | Nieuw-Zeeland |      |
| 9 augustus  | 10:00 | 15:00       | Rio de Janeiro | Nieuw-Zeeland    | 2–3  | Spanje        |      |
| 10 augustus | 19:30 | 00:30       | Rio de Janeiro | Nieuw-Zeeland    | 9–0  | Brazilië      |      |
| 12 augustus | 18:00 | 23:00       | Rio de Janeiro | België           | 1–3  | Nieuw-Zeeland |      |
| Kwartfinale |       |             | Rio de Janeiro |                  |      |               |      |
| 14 augustus | 20:30 | 01:30       | Rio de Janeiro | Duitsland        | 3–2  | Nieuw-Zeeland |      |

#### Vrouwen
| Olympiër | Onderdeel | Resultaat | Prestatie |
| --- | --------- | --------- | --- |
| Sam Charlton Sophie Cocks Gemma Flynn Charlotte Harrison Pippa Hayward Rose Keddell Anita McLaren Olivia Merry Stacey Michelsen Brooke Neal Kirsten Pearce Sally Rutherford Liz Thompson Petrea Webster Kayla Whitelock A | vrouwen   | 4e        | groep A: 2de W van Zuid-Korea: 4-1 V van Duitsland: 1-2 W van Spanje: 2-1 G van Nederland: 1-1 W van China: 3-0 kwartfinale: W van Australië: 4-2 halve finale: V van Groot-Brittannië: 0-3 bronzen finale: V van Duitsland: 1-2 |

| Nr. | Land          | Wedstrijden | Wedstrijden | Wedstrijden | Wedstrijden | Doelpunten | Doelpunten | Doelpunten | Punten |
| Nr. | Land          | G           | W           | G           | V           | V          | T          | Saldo      | Punten |
| --- | ------------- | ----------- | ----------- | ----------- | ----------- | ---------- | ---------- | ---------- | ------ |
| 1   | Nederland     | 5           | 4           | 1           | 0           | 13         | 1          | +12        | 13     |
| 2   | Nieuw-Zeeland | 5           | 3           | 1           | 1           | 11         | 5          | +6         | 10     |
| 3   | Duitsland     | 5           | 2           | 1           | 2           | 6          | 6          | 0          | 7      |
| 4   | Spanje        | 5           | 2           | 0           | 3           | 6          | 12         | –6         | 6      |
| 5   | China         | 5           | 1           | 2           | 2           | 3          | 5          | –2         | 5      |
| 6   | Zuid-Korea    | 5           | 0           | 1           | 4           | 3          | 13         | –10        | 1      |

| Ronde          | Datum | Lokale tijd | MEZT           | Plaats        | Land | Score            | Land |
| -------------- | ----- | ----------- | -------------- | ------------- | ---- | ---------------- | ---- |
| Groepsfase     |       |             |                |               |      |                  |      |
| 7 augustus     | 10:00 | 15:00       | Rio de Janeiro | Nieuw-Zeeland | 4–1  | Zuid-Korea       |      |
| 8 augustus     | 13:30 | 18:30       | Rio de Janeiro | Nieuw-Zeeland | 1–2  | Duitsland        |      |
| 10 augustus    | 10:00 | 15:00       | Rio de Janeiro | Spanje        | 1–2  | Nieuw-Zeeland    |      |
| 12 augustus    | 11:00 | 16:00       | Rio de Janeiro | Nieuw-Zeeland | 1–1  | Nederland        |      |
| 13 augustus    | 20:30 | 01:30       | Rio de Janeiro | China         | 0–3  | Nieuw-Zeeland    |      |
| Kwartfinale    |       |             | Rio de Janeiro |               |      |                  |      |
| 15 augustus    | 10:00 | 15:00       | Rio de Janeiro | Nieuw-Zeeland | 4–2  | Australië        |      |
| Halve finale   |       |             | Rio de Janeiro |               |      |                  |      |
| 17 augustus    | 17:00 | 22:00       | Rio de Janeiro | Nieuw-Zeeland | 0–3  | Groot-Brittannië |      |
| Bronzen finale |       |             | Rio de Janeiro |               |      |                  |      |
| 19 augustus    | 12:00 | 17:00       | Rio de Janeiro | Duitsland     | 2–1  | Nieuw-Zeeland    |      |

### Judo
| Olympiër       | Discipline | Resultaat | Prestatie                                                                  |
| -------------- | ---------- | --------- | -------------------------------------------------------------------------- |
| Darcina Manuel | –57kg (v)  | 9e        | 1ste ronde: W van RUS Zabloedina: yuko 2de ronde: V van POR Monteiro: yuko |

### Kanovaren
| Olympiër                                            | Discipline    | Resultaat | Prestatie                                                                              |
| Slalom                                              | Slalom        | Slalom    | Slalom                                                                                 |
| --------------------------------------------------- | ------------- | --------- | -------------------------------------------------------------------------------------- |
| Mike Dawson                                         | K-1 (m)       | 10e       | kwalificatie: 8ste in 88,91 halve finale: 5de in 91,47 finale: 10de in 93,07 (10e)     |
|                                                     |               |           |                                                                                        |
| Luuka Jones                                         | K-1 (v)       | Zilver    | kwalificatie: 4de in 100,59 halve finale: 7de in 108,05 finale: 2de in 101,82          |
| Sprint                                              |               |           |                                                                                        |
| Marty McDowell                                      | K-1 1000m (m) | 20e       | serie 3: 7de in 3.39,588 (                                                             |
|                                                     |               |           |                                                                                        |
| Lisa Carrington VS                                  | K-1 200m (v)  | Goud      | serie 1 1ste in 40,422 (1e) halve finale 3: 1ste in 39,561 (1e) finale: 1ste in 39,864 |
| Lisa Carrington VS                                  | K-1 500m (v)  | Brons     | serie 1: 1ste in 1.54,765 halve finale 1: 2de in 1.56,155 finale: 3de in 1.54,372      |
| Aimee Fisher Kayla Imrie Jaimee Lovett Caitlin Ryan | K-4 500m (v)  | 5e        | serie 1: 3de in 1.33,782 halve finale 1: 1ste in 1.34,778 finale: 5de in 1.35,198      |

### Paardensport
| Olympiër | Discipline  | Resultaat | Prestatie |
| Dressuur | Dressuur    | Dressuur  | Dressuur |
| --- | ----------- | --------- | --- |
| Julie Brougham op Vom Feinstein                                                                                               | individueel | 44e       | Grand Prix: 44ste met 68,543% |
| Eventing |             |           | |
| Clarke Johnstone op Balmoral Sensation                                                                                        | individueel | 6e        | dressuur: 23ste met 46,50 strafpunten cross-country: 7de met 4,80 strafpunten springconcours (1): 5de met 0 strafpunten (5e) springconcours (2): 6de met 8 strafpunten totaal: 59,30 strafpunten |
| Jonelle Price op Faerie Dianimo                                                                                               | individueel | 17e       | dressuur: 43ste met 49,50 strafpunten cross-country: 13de met 8 strafpunten springconcours (1): 15de met 8 strafpunten springconcours (2): 17de met 8 strafpunten totaal: 73,50 strafpunten      |
| Tim Price op Ringwood Sky Boy                                                                                                 | individueel | EL        | dressuur: 29ste met 47 strafpunten cross-country: EL |
| Mark Todd op Leonidas II | individueel | 7e        | dressuur: 17de met 44 strafpunten cross-country: 4de met 2 strafpunten springconcours (1): 11de met 16 strafpunten springconcours (2): 7de met 0 strafpunten totaal: 62 strafpunten              |
| Clarke Johnstone op Balmoral Sensation Jonelle Price op Faerie Dianimo Tim Price op Ringwood Sky Boy Mark Todd op Leonidas II | team        | 4e        | dressuur: 6de met 137,50 strafpunten cross-country: 2de met 14,80 strafpunten springconcours: 8ste met 24 punten totaal: 178,80 strafpunten                                                      |

### Roeien
| Olympiër | Discipline             | Resultaat | Prestatie |
| --- | ---------------------- | --------- | --- |
| Mahe Drysdale | skiff (m)              | Goud      | serie 2: 1ste in 7.04,45 kwartfinale 2: 1ste in 6.46,51 halve finale 2: 1ste in 7.03,70 finale: 1ste in 6.41,34 (1e) |
| Chris Harris Robbie Manson                                                                                                   | dubbel-twee (m)        | 11e       | serie 1: 1ste in 6.40,35 halve finale 1: 4de in 6.17,01 finale B: 5de in 7.06,80                                     |
| Hamish Bond Eric Murray | twee-zonder (m)        | Goud      | serie 3: 1ste in 6.41,75 halve finale 2: 1ste in 6.23,36 finale: 1ste in 6.59,71                                     |
| George Bridgewater Nathan Flannery John Storey Jade Uru                                                                      | dubbel-vier (m)        | 10e       | serie 1: 4de in 5.59,13 herkansingen: 6de in 5.58,92 finale B: 4de in 6.18,92                                        |
| Alistair Bond James Hunter James Lassche Peter Taylor                                                                        | lichte vier-zonder (m) | 5e        | serie 3: 1ste in 6.03,34 halve finale 1: 3de in 6.08,96 finale: 5de in 6.28,14                                       |
| Michael Brake Isaac Grainger Stephen Jones Alex Kennedy Shaun Kirkham Tom Murray Brook Robertson Caleb Shepherd S Joe Wright | acht (m)               | 6e        | serie 1: 3de in 5.36,28 herkansingen: 3de in 5.56,94 finale: 6ed in 5.36,64                                          |
| |                        |           | |
| Emma Twigg | skiff (v)              | 4e        | serie 6: 1ste in 8.17,02 kwartfinale 1: 1ste in 7.31,79 halve finale 1: 2de in 7.48,20 finale: 4de in 7.24,48        |
| Julia Edward Sophie MacKenzie                                                                                                | lichte dubbel-twee (v) | 4e        | serie 2: 2de in 7.02,01 halve finale 1: 2de in 7.19,27 finale: 4de in 7.10,61                                        |
| Eve MacFarlane Zoe Stevenson                                                                                                 | dubbel-twee (v)        | 12e       | serie 3: 1ste in 7.14,31 halve finale 1: 4de in 6.52,97 finale B: 6de in 7.50,74                                     |
| Genevieve Behrent Rebecca Scown                                                                                              | twee-zonder (v)        | Zilver    | serie 2 1ste in 7.09,23 halve finale 2: 2de in 7.29,67 finale: 2de in 7.19,53                                        |
| Genevieve Behrent Kelsey Bevan Emma Dyke Kerri Gowler Kayla Pratt Grace Prendergast Rebecca Scown Ruby Tew Frances Turner S  | acht (v)               | 4e        | serie 2: 2de in 6.12,05 herkansingen: 3de in 6.34,90 finale: 4de in 6.05,48                                          |

### Rugby

#### Mannen
| Olympiër | Onderdeel | Resultaat | Prestatie |
| --- | --------- | --------- | --- |
| Scott Curry A Sam Dickson DJ Forbes Akira Ioane Rieko Ioane Gillies Kaka Tim Mikkelson Augustine Pulu Lewis Ormond Regan Ware Joe Webber Sonny Bill Williams | mannen    | 5e        | groep C: 3de V van Japan: 12-14 W van Kenia: 28-5 V van Groot-Brittannië: 19-21 kwartfinale: V van Fiji: 7-12 5-8ste plek: W van Frankrijk: 24-19 5-6de plek: W van Argentinië: 17-14 |

| Groep C |                  |             |             |             |             |        |        |        |        |
| #       | Land             | Wedstrijden | Wedstrijden | Wedstrijden | Wedstrijden | Punten | Punten | Punten | Punten |
| #       | Land             | G           | W           | G           | V           | V      | T      | Saldo  | Punten |
| 1       | Groot-Brittannië | 3           | 3           | 0           | 0           | 73     | 45     | +28    | 9      |
| 2       | Japan            | 3           | 2           | 0           | 1           | 64     | 40     | +24    | 7      |
| 3       | Nieuw-Zeeland    | 3           | 1           | 0           | 2           | 59     | 40     | +19    | 5      |
| 4       | Kenia            | 3           | 0           | 0           | 3           | 19     | 90     | –71    | 3      |

| Ronde       | Datum | Lokale tijd | MEZT           | Plaats        | Land  | Score            | Land |
| ----------- | ----- | ----------- | -------------- | ------------- | ----- | ---------------- | ---- |
| Groepsfase  |       |             |                |               |       |                  |      |
| 9 augustus  | 12:30 | 17:30       | Rio de Janeiro | Nieuw-Zeeland | 12–14 | Japan            |      |
| 9 augustus  | 17:30 | 22:30       | Rio de Janeiro | Nieuw-Zeeland | 28–5  | Kenia            |      |
| 10 augustus | 12:30 | 17:30       | Rio de Janeiro | Nieuw-Zeeland | 19–21 | Groot-Brittannië |      |
| kwartfinale |       |             | Rio de Janeiro |               |       |                  |      |
| 10 augustus | 17:00 | 22:00       | Rio de Janeiro | Fiji          | 12–7  | Nieuw-Zeeland    |      |
| 5-8ste plek |       |             | Rio de Janeiro |               |       |                  |      |
| 11 augustus | 13:30 | 18:30       | Rio de Janeiro | Nieuw-Zeeland | 24–19 | Frankrijk        |      |
| 5-6de plek  |       |             | Rio de Janeiro |               |       |                  |      |
| 11 augustus | 18:00 | 23:00       | Rio de Janeiro | Nieuw-Zeeland | 17–14 | Argentinië       |      |

#### Vrouwen
| Olympiër | Onderdeel | Resultaat | Prestatie |
| --- | --------- | --------- | --- |
| Shakira Baker Kelly Brazier Gayle Broughton Theresa Fitzpatrick Sarah Goss A Kayla McAlister Huriana Manuel Tyla Nathan-Wong Terina Te Tamaki Ruby Tui Niall Williams Portia Woodman | vrouwen   | Zilver    | groep A: 1ste W van Kenia: 52-0 W van Spanje: 31-5 W van Frankrijk: 26-7 kwartfinale: W van Verenigde Staten: 5-0 halve finale: W van Groot-Brittannië: 25-7 finale: V van Australië: 17-24 |

| Groep A |               |             |             |             |             |        |        |        |        |
| #       | Land          | Wedstrijden | Wedstrijden | Wedstrijden | Wedstrijden | Punten | Punten | Punten | Punten |
| #       | Land          | G           | W           | G           | V           | V      | T      | Saldo  | Punten |
| 1       | Nieuw-Zeeland | 3           | 3           | 0           | 0           | 109    | 12     | +97    | 9      |
| 2       | Frankrijk     | 3           | 2           | 0           | 1           | 71     | 40     | +31    | 7      |
| 3       | Spanje        | 3           | 1           | 0           | 2           | 31     | 65     | –34    | 5      |
| 4       | Kenia         | 3           | 0           | 0           | 3           | 17     | 111    | –94    | 3      |

| Ronde        | Datum | Lokale tijd | MEZT           | Plaats           | Land  | Score            | Land |
| ------------ | ----- | ----------- | -------------- | ---------------- | ----- | ---------------- | ---- |
| Groepsfase   |       |             |                |                  |       |                  |      |
| 6 augustus   | 11:30 | 16:30       | Rio de Janeiro | Nieuw-Zeeland    | 52–0  | Kenia            |      |
| 6 augustus   | 16:30 | 21:30       | Rio de Janeiro | Nieuw-Zeeland    | 31–5  | Spanje           |      |
| 7 augustus   | 11:30 | 16:30       | Rio de Janeiro | Nieuw-Zeeland    | 26–7  | Frankrijk        |      |
| Kwartfinale  |       |             | Rio de Janeiro |                  |       |                  |      |
| 7 augustus   | 18:30 | 23:30       | Rio de Janeiro | Nieuw-Zeeland    | 5–0   | Verenigde Staten |      |
| Halve finale |       |             | Rio de Janeiro |                  |       |                  |      |
| 8 augustus   | 15:00 | 20:00       | Rio de Janeiro | Groot-Brittannië | 7–25  | Nieuw-Zeeland    |      |
| Finale       |       |             | Rio de Janeiro |                  |       |                  |      |
| 8 augustus   | 19:00 | 00:00       | Rio de Janeiro | Australië        | 24–17 | Nieuw-Zeeland    |      |

### Schietsport
| Olympiër       | Discipline      | Resultaat | Prestatie                                                                                            |
| -------------- | --------------- | --------- | --- |
| Ryan Taylor    | 50m liggend (m) | 16e       | kwalificatie: 16de met 622,4 punten (102,6-102,7-103,5-103,2-104,8-105,6)                            |
|                |                 |           | |
| Natalie Rooney | trap (v)        | Zilver    | kwalificatie: 5de met 68 punten (24-23-21) halve finale: 2de met 13 puntne finale: 2de met 11 punten |
| Chloe Tipple   | skeet (v)       | 13e       | kwalificatie: 13de met 67 punten (21-23-23)                                                          |

### Schoonspringen
| Olympiër      | Discipline   | Resultaat | Prestatie                          |
| ------------- | ------------ | --------- | ---------------------------------- |
| Elizabeth Cui | 3m plank (v) | 24e       | voorronde: 24ste met 273,30 punten |

### Taekwondo
| Olympiër      | Discipline | Resultaat | Prestatie                      |
| ------------- | ---------- | --------- | ------------------------------ |
| Andrea Kilday | –49kg (v)  | 11e       | voorronde: V van BRA Sing: 5–7 |

### Tennis
| Olympiër                     | Discipline     | Resultaat | Prestatie                                                |
| ---------------------------- | -------------- | --------- | -------------------------------------------------------- |
| Marcus Daniell Michael Venus | dubbelspel (m) | 17e       | 1ste ronde: V van CAN Nestor/Pospisil: 6–4, 3–6, 6–7 (6) |

### Triatlon
| Olympiër      | Discipline | Resultaat | Prestatie |
| ------------- | ---------- | --------- | --------- |
| Tony Dodds    | mannen     | 21e       | 1:48.24   |
| Ryan Sissons  | mannen     | 17e       | 1:48.01   |
|               |            |           |           |
| Andrea Hewitt | vrouwen    | 7e        | 1:58.15   |
| Nicky Samuels | vrouwen    | 13e       | 1:59.30   |

### Voetbal
Vrouwen
| Olympiër | Discipline | Resultaat | Prestatie                                                                         |
| --- | ---------- | --------- | --------------------------------------------------------------------------------- |
| Erin Nayler Ria Percival Anna Green Katie Duncan Abby Erceg A Rebekah Stott Ali Riley Jasmine Pereira Amber Hearn Sarah Gregorius Kirsty Yallop Betsy Hassett Rosie White Katie Bowen Meikayla Moore Annalie Longo Hannah Wilkinson Rebecca Rolls | vrouwen    | 9e        | groep G: 3de V van Verenigde Staten: 0-2 W van Colombia: 1-0 V van Frankrijk: 0-3 |

| Groep G |                  |             |             |             |             |            |            |            |        |
| #       | Land             | Wedstrijden | Wedstrijden | Wedstrijden | Wedstrijden | Doelpunten | Doelpunten | Doelpunten | Punten |
| #       | Land             | G           | W           | G           | V           | V          | T          | Saldo      | Punten |
| 1       | Verenigde Staten | 3           | 2           | 1           | 0           | 5          | 2          | 3          | 7      |
| 2       | Frankrijk        | 3           | 2           | 0           | 1           | 7          | 1          | 6          | 6      |
| 3       | Nieuw-Zeeland    | 3           | 1           | 0           | 2           | 1          | 5          | –4         | 3      |
| 4       | Colombia         | 3           | 0           | 1           | 2           | 2          | 7          | –5         | 1      |

| Ronde      | Datum | Lokale tijd | MEZT           | Plaats           | Land | Score         | Land |
| ---------- | ----- | ----------- | -------------- | ---------------- | ---- | ------------- | ---- |
| Groepsfase |       |             |                |                  |      |               |      |
| 3 augustus | 19:00 | 00:00       | Belo Horizonte | Verenigde Staten | 2–0  | Nieuw-Zeeland |      |
| 6 augustus | 20:00 | 01:00       | Belo Horizonte | Colombia         | 0–1  | Nieuw-Zeeland |      |
| 9 augustus | 19:00 | 00:00       | Salvador       | Nieuw-Zeeland    | 0–3  | Frankrijk     |      |

### Wielersport
| Olympiër                                                   | Discipline               | Resultaat | Prestatie |
| Baan                                                       | Baan                     | Baan      | Baan |
| ---------------------------------------------------------- | ------------------------ | --------- | --- |
| Eddie Dawkins                                              | sprint (m)               | 15e       | kwalificatie: 10de in 9,895 1ste ronde: V van NZL Webster herkansingen: 2de |
| Sam Webster                                                | sprint (m)               | 12e       | kwalificatie: 9de in 9,880 1ste ronde: W van NZL Dawkins: 10,159 2de ronde: V van RUS Dmitrijev herkansingen: 2de 9-12de plek: 4de                                                   |
| Eddie Dawkins                                              | keirin (m)               | 17e       | 1ste ronde: 4de herkansingen: 3de |
| Sam Webster                                                | keirin (m)               | 7e        | 1ste ronde: 1ste 2de ronde: 6de 7-12de plek: 1ste |
| Dylan Kennett                                              | omnium (m)               | 8e        | scratch: 5de individuele achtervolging: 6de in 4.20,180 afvalling: 17de tijdrit: 1ste in 1.00,923 vliegende ronde: 1ste in 12,506 puntenkoers: 15de met -7 punten totaal: 143 punten |
| Eddie Dawkins Ethan Mitchell Sam Webster                   | teamsprint (m)           | Zilver    | kwalificatie: 2de in 42,673 1ste ronde: W van Duitsland: 42,535 finale: V van Groot-Brittannië: 42,542                                                                               |
| Pieter Bulling Aaron Gate Regan Gough Dylan Kennett        | ploegenachtervolging (m) | 4e        | kwalificatie: 4de in 3.55,977 1ste ronde: V van Groot-Brittannië: 3.55,654 bronzen finale: V van Denemarken: 3.56,753                                                                |
|                                                            |                          |           | |
| Natasha Hansen                                             | sprint (v)               | 9e        | kwalificatie: 7de in 10,871 1ste ronde: W van CAN O'Brien: 11,400 2de ronde: V van GER Vogel herkansingen: 2de 9-12de plek: 1ste                                                     |
| Olivia Podmore                                             | sprint (v)               | 23e       | kwalificatie: 23ste in 11,315 |
| Natasha Hansen                                             | keirin (v)               | 13e       | 1ste ronde: 3de herkansingen: 2de |
| Olivia Podmore                                             | keirin (v)               | 25e       | 1ste ronde: niet gefinisht herkansingen: 5de |
| Lauren Ellis                                               | omnium (v)               | 4e        | scratch: 5de individuele achtervolging: 6de in 3.33,221 afvalling: 11de tijdrit: 11de in 36,427 vliegende ronde: 14de in 14,574 puntenkoers: 2de met 73 punten totaal: 189 punten    |
| Natasha Hansen Olivia Podmore                              | teamsprint (v)           | 9e        | kwalificatie: 9de in 34,346 |
| Rushlee Buchanan Lauren Ellis Jaime Nielsen Racquel Sheath | ploegenachtervolging (v) | 4e        | kwalificatie: 5de in 4.20,061 1ste ronde: W van Polen: 4.17,592 bronzen finale: V van Canada: 4.18,459                                                                               |
| BMX                                                        |                          |           | |
| Trent Jones                                                | mannen                   | 13e       | plaatsingsronde: 25ste in 36,331 kwartfinale 1: 2de met 7 punten halve finale 2: 7de met 17 punten                                                                                   |
| Mountainbike                                               |                          |           | |
| Sam Gaze                                                   | mannen                   | 37e       | LAP |
| Weg                                                        |                          |           | |
| George Bennett                                             | wegwedstrijd (m)         | 33e       | 6:21.54 |
| Zac Williams                                               | wegwedstrijd (m)         | DNF       | DNF |
|                                                            |                          |           | |
| Linda Villumsen                                            | tijdrit (v)              | 6e        | 44.54,71 |
| Linda Villumsen                                            | wegwedstrijd (v)         | 23e       | 3:56.34 |

### Zeilen
| Olympiër                        | Discipline   | Resultaat | Prestatie                                   |
| ------------------------------- | ------------ | --------- | ------------------------------------------- |
| Josh Junior                     | Finn (m)     | 7e        | 92 punten: (18-24-14-14-5-3-18-2-4-6-8)     |
| Sam Meech                       | Laser        | Brons     | 85 punten: (193-5-6-14-17-13-6-12-1-8)      |
| Paul Snow-Hansen Daniel Willcox | 470 (m)      | 10e       | 104 punten: (2-10-20-15-23-5-2-13-10-15-12) |
| Peter Burling VO Blair Tuke     | 49er (m)     | Goud      | 35 punten: (1-1-5-2-7-6-2-3-1-3-5-4-2)      |
|                                 |              |           |                                             |
| Jo Aleh Polly Powrie            | 470 (v)      | Zilver    | 54 punten: (DSQ-1-4-1-12-DSQ-3-1-1-4-6)     |
| Alexandra Maloney Molly Meech   | 49erFX (v)   | Zilver    | 51 punten: (6-5-4-4-5-1-6-12-3-3-5-5-4)     |
|                                 |              |           |                                             |
| Jason Saunders Gemma Jones      | Nacra 17 (g) | 4e        | 81 punten: (9-13-7-5-4-2-4-8-12-13-13-2-2)  |

### Zwemmen
| Olympiër         | Discipline           | Resultaat | Prestatie                                                             |
| ---------------- | -------------------- | --------- | --------------------------------------------------------------------- |
| Matthew Stanley  | 100m vrije slag (m)  | 42e       | serie 4: 8ste in 50,14                                                |
| Matthew Stanley  | 200m vrije slag (m)  | 20e       | serie 3: 2de in 1.47,37                                               |
| Matthew Hutchins | 400m vrije slag (m)  | 19e       | serie 4: 2de in 3.48,25                                               |
| Matthew Hutchins | 1500m vrije slag (m) | 38e       | serie 1: 3de in 15.32,60                                              |
| Corey Main       | 10 m rugslag (m)     | 15e       | serie 2: 1ste in 53,99 halve finale 1: 7de in 54,29                   |
| Corey Main       | 200m rugslag (m)     | 14e       | serie 4: 6de in 1.57,51 halve finale 2: 8ste in 1.58,08               |
| Glenn Snyders    | 100m schoolslag (m)  | 15e       | serie 4: 6de in 1.00,26 swim-off: 1ste halve finale 1: 7de in 1.00,50 |
| Glenn Snyders    | 200m schoolslag (m)  | 23e       | serie 1: 1ste in 2.12,47                                              |
| Bradlee Ashby    | 200m vlinderslag (m) | 29e       | serie 1: 5de in 2.01,22                                               |
| Bradlee Ashby    | 200m wisselslag (m)  | 14e       | serie 4: 7de in 1.59,77 halve finale 1: 6de in 2.00,45                |
| Kane Radford     | 10km open water (m)  | 19e       | 1:53.18,7                                                             |
|                  |                      |           |                                                                       |
| Lauren Boyle     | 400 m vrije slag (v) | 14e       | serie 4: 5de in 4.07,90                                               |
| Lauren Boyle     | 800 m vrije slag (v) | 9e        | serie 3: 3de in 8.25,84                                               |
| Emma Robinson    | 800 m vrije slag (v) | 16e       | serie 2: 4de in 8.33,73                                               |
| Helena Gasson    | 100m vlinderslag (v) | 33e       | serie 3: 8ste in 59,82                                                |
| Helena Gasson    | 200m vlinderslag (v) | 25e       | serie 1: 3de in 2.12,18                                               |